# Хаиле Гебрселасије
Хаиле Гебрселасије (амх. ኃይሌ ገብረ ሥላሴ) је етиопски атлетичар, тркач на средње и дуге стазе. Светске рекорде на 5.000 м и 10.000 м обарао је 25 пута, а тренутно држи и светски рекорд у маратону. Сматра се једним од најбољих атлетичара свих времена.
Рођен је као осмо од десеторо деце у Асели, месташцу 175 км удаљеном од Адис Абебе. Својих првих петнаест година живио је у колиби од иловаче-тукулу са својим родитељима и деветоро браће и сестара. Сваки дан је трчао десет километара до школе и назад што му је већ од раног детињства утврдило добре темеље за бављење атлетиком. Свој први маратон отрчао је са 16 година у Адис Абеби и постигао време 2:45:00, што је било импресивно за тако младог неискусног тркача. Међународно је постао признат 1992. године када је победио на 5.000 м и 10.000 м на Светском првенству у атлетици за јуниоре у Сеулу, и освојио сребро на Светском првенству у кросу.
Од 1993. до 1999. године четири пута узастопно осваја злато на Светским првенствима на 10.000 м, а 1993. године и сребро на трци на 5.000 м. Године 1994. обара свој први светски рекорд на 5000 м резултатом од 12:56,96, а већ идуће године обара и светски рекорд на 10.000 м за пуних 9 секунди. Ново време је износило 26:43,53, а поставио га је у Хенгелоу, у Холандији. 1997. година обележена је с неколико обарања рекорда на 5.000 м, а главни Гебрселасијев конкурент био је Данијел Комен. Те године њих двојица су наизменично рушили рекорде у размаку од само десетак дана.
Следеће године обара дворанске рекорде на 2000 и 3000 м, те рекорде на 5000 м и 10000 м, а исте године дели и џекпот Златне лиге. Можда најбоља година у каријери била је 2000. када побеђује на свим тркама на 5.000 м и 10.000 м, а врхунац достиже на Олимпијским играма у Сиднеју када постаје трећи атлетичар у историји који успева да одбрани златну олимпијску медаљу на 10.000 м. Следећих неколико година на стази не успева одржавати дотадашњи ниво, што због болести (упала Ахилове тетиве), а што због година, дајући тако примат свом штићенику Кенениси Бекелеу који га побеђује на неколико значајнијих трка.
Од 2004. године сели се на трке на улици, где постиже одличне резултате на маратонима и полумаратонима. Победник је у досадашњих свих осам учествовања на полумаратонима, а прво место осваја на маратонима у Амстердаму 2005, Берлину 2006, Фукуоки 2006, Берлину 2007. (светски рекорд) те у Дубаију 2008. У Берлину 30. септембра 2007. године поставља светски рекорд у маратону с временом од 2:04:26, оборивши дотадашњи рекорд Паула Тегарта за 29 секунди. Следеће године на Берлинском маратону 28. септембра 2008. поставља нови светски рекорд од 2:03:59, који је актуелан и данас. У новембру 2021. Хаиле Гебреселасије је на фронту борбе у Етиопији против Тиграјевих побуњеника.
Хаиле је наведен као један од 100 најутицајнијих Африканаца од стране магазина Нови Африканац 2011. године. Током нереда у Хачалу Хундеси у лето 2020. године, неоромска предузећа и имања су били на мети оромо руље. Хаилеови хотели и одмаралиште су спаљени, а 400 запослених је остало без посла. Дана 4. новембра 2021. године, у јеку Тиграјског рата, он је обећао да ће отићи на ратиште и борити се против снага Тиграјског народноослободилачког фронта.

## Светски рекорди и најбољи резултати на свету
Ово је списак свих рекорда које је поставио Гебрселасије, као и најбољи резултати на свету у дисциплинама у којима се званично не воде светски рекорди.
| Дисциплина      | Резултат | Датум               | Место                           | Белешка                                                    |
| --------------- | -------- | ------------------- | ------------------------------- | ---------------------------------------------------------- |
| 5.000 метара    | 12:56,96 | 4. јуни 1994.       | Хенгело, Холандија              |                                                            |
| Две миље        | 8:07,46  | 27. мај 1995        | Керкраде, Холандија             | најбољи резултат                                           |
| 10.000 метара   | 26:43,53 | 5. јуни 1995        | Хенгело, Холандија              |                                                            |
| 5.000 метара    | 12:44,39 | 18. август 1995.    | Цирих, Швајцарска               |                                                            |
| 5.000 метара    | 13:10,98 | 27. јануар 1996.    | Зинделфинген, Немачка,          | дворана                                                    |
| 3.000 метара    | 7:30,72  | 4. фебруар 1996.    | Штутгарт, Немачка               | дворана                                                    |
| 5.000 метара    | 12:59,04 | 20. фебруар 1997.   | Стокхолм, Шведска               | дворана                                                    |
| Две миље        | 8:01,08  | 31. мај 1997.       | Хенгело, Холандија              |                                                            |
| 10. метара      | 26:31,32 | 4. јули 1997.       | Осло, Норвешка                  |                                                            |
| 5.000 метара    | 12:41,86 | 13. август 1997.    | Цирих, Швајцарска               |                                                            |
| 3.000 метара    | 7:26,15  | 25. јануар 1998.    | Карлсруе, Germany               | дворана                                                    |
| 2.000 метара    | 4:52,86  | 15. фебруар 1998.   | Бирмингем, Уједињено Краљевство | у дворани                                                  |
| 10.000 метара   | 26:22,75 | 1. јуни 1998.       | Хенгело, Холандија              |                                                            |
| 5.000 метара    | 12:39,36 | 13. јуни 1998.      | Хелсинки, Финска                |                                                            |
| 5.000 метара    | 12:50.38 | 14. фебруар 1999.   | Бирмингем, Уједињено Краљевство | дворана                                                    |
| 10 километара   | 27:02    | 11. децембар 2002.  | Доха, Катар                     | улична трка                                                |
| Две миље        | 8:04.69  | 21. фебруар 2003.   | Бирмингем, Уједињено Краљевство | дворана                                                    |
| 15 километара   | 41:22    | 4. септембар 2004.  | Тилбург, Холандија              | улична трка, ИААФ није ратификовао                         |
| 10 миља         | 44:24    | 4. септембар 2004   | Тилбург, Холандија              | улична трка, најбољи резултат                              |
| 20 километара   | 55:48    | 15. јануар 2006     | Темпи, САД                      | стаза полумаратона                                         |
| Полумаратон     | 58:55    | 15. јануар 2006.    | Темпи, САД                      |                                                            |
| 25 километара   | 1:11:37  | 12. март 2006.      | Alphen aan den Rijn, Холандија  | улична трка, ИААФ није ратификовао – no post-race EPO test |
| 20.000 метара   | 56:25,98 | 27. јуни 2007.      | Острава, Чешка Република,       | улична трка на 1 сат                                       |
| Трка на 1 сат]] | 21.285 м | 27. јуни 2007.      | Острава, Чешка Република        |                                                            |
| Маратон         | 2:04:26  | 30. септембар 2007. | Берлин, Немачка                 |                                                            |
| Маратон         | 2:03:59  | 28. септембар 2009. | Берлин, Немачка                 | важећи светски рекорд                                      |